# Giuseppe Patania

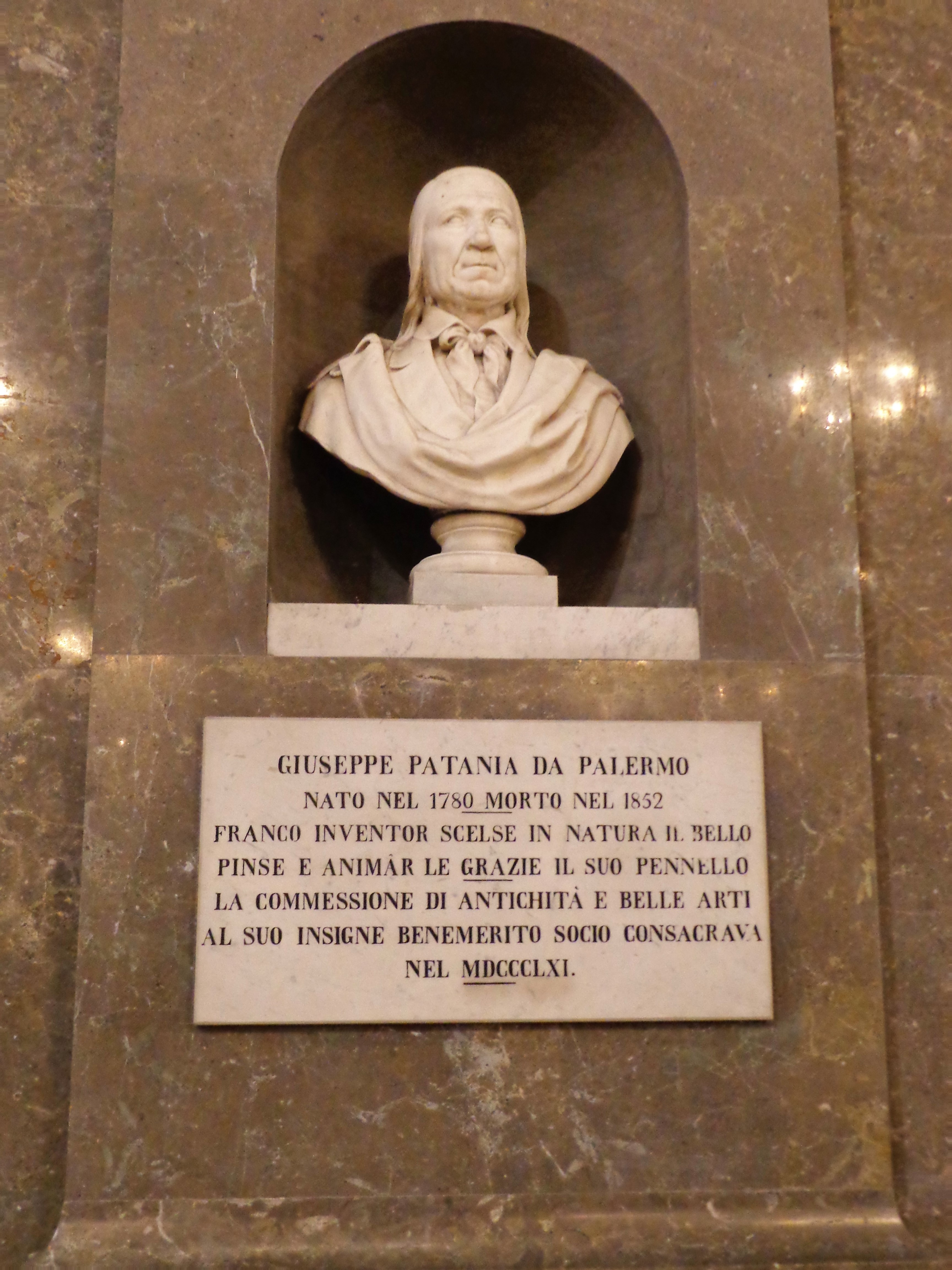
Busto marmoreo, chiesa di San Domenico, a Palermo.

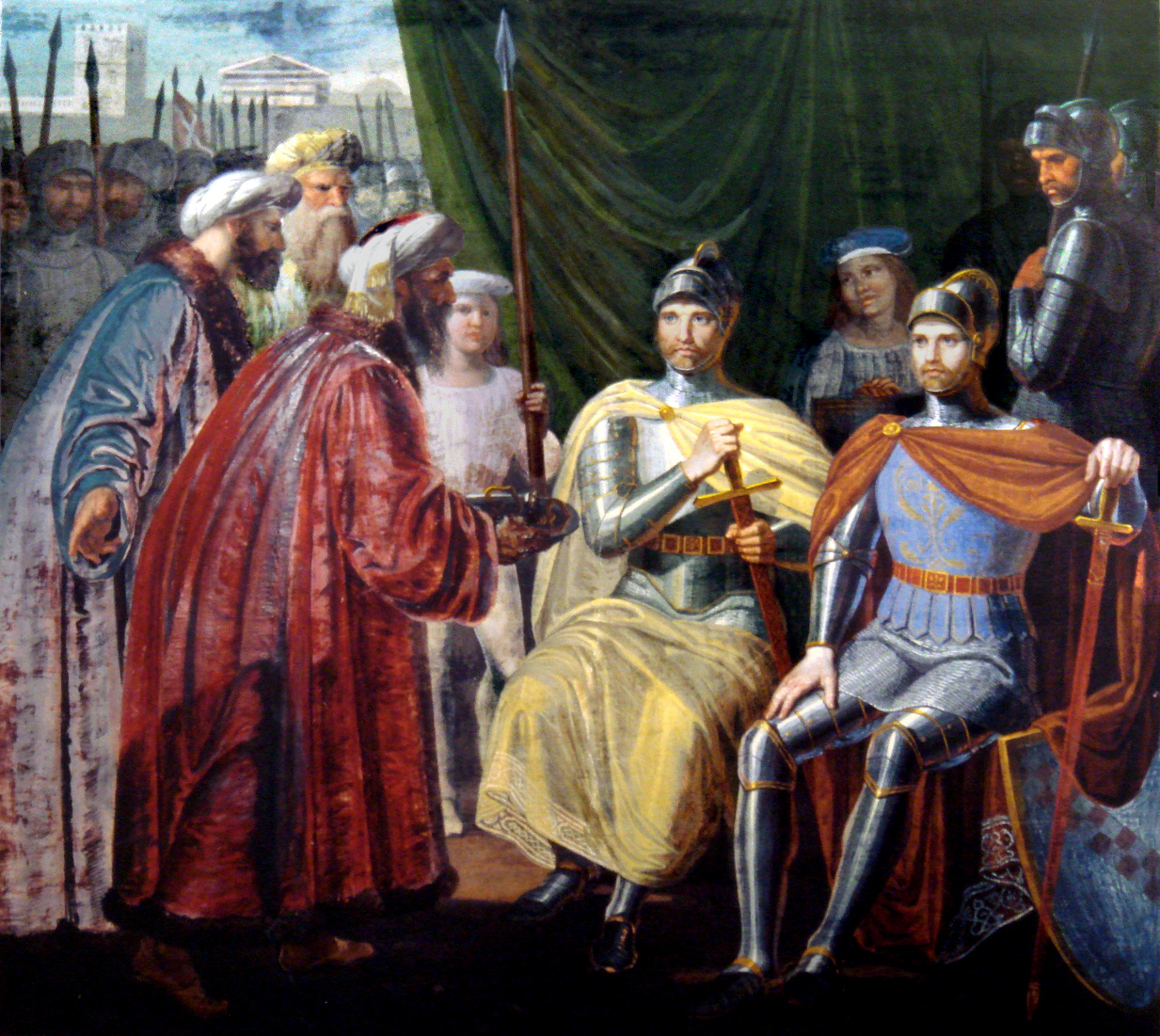
Ruggero d’Altavilla e Roberto il Guiscardo ricevono le chiavi della città di Palermo, affresco della volta in “Sala Gialla” del Palazzo dei Normanni (1830 circa).

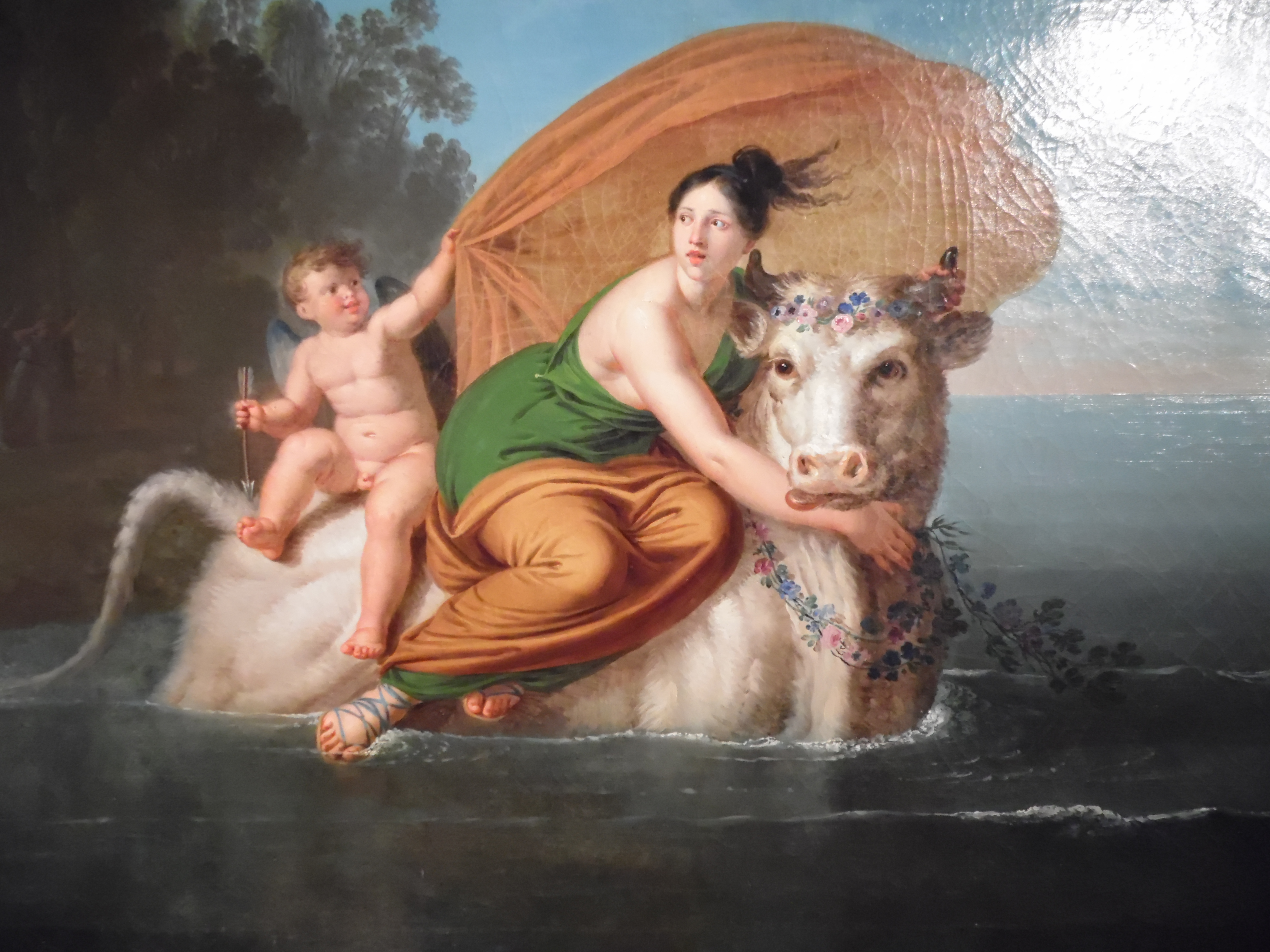
Il ratto d’Europa (1828-1829), alla Galleria d’Arte Moderna di Palermo.

Giuseppe Patania (Palermo, 18 gennaio 1780 – Palermo, 23 febbraio 1852) è stato un artista italiano.

## Biografia
La madre, Giuseppa D'Anna era cugina di Vito D'Anna. Il padre, Giacinto Patania, era un confettiere e sarto che discendeva dall'omonimo artista acese del Seicento, ma nonostante l'apparentamento con illustri esponenti dell'arte in Sicilia, i genitori non appoggiarono la sua iniziale vocazione, però grazie ad una zia e a un artista locale sconosciuto, Patania poté ricevere delle prime nozioni. Più avanti fu scoperto da un amico della famiglia, l'architetto Salvatore Attinelli, e grazie al suo appoggio entrò nella rinomata bottega di Giuseppe Velasco. Con quest'ultimo interruppe il rapporto di apprendistato per un diverbio intercorso nel 1795, così continuò a formarsi da solo, seguendo al contempo lezioni all'Accademia del nudo di Palermo con Vincenzo Riolo.
Al 1803 risale il suo più antico ritratto noto di Giovanni Meli, in passato presente nelle collezioni di Agostino Gallo, oggi in una proprietà privata della città natale. L'anno seguente Patania si ritrovò per lavorare assieme a Stefano Cotardi a degli interni nella Ca n'Oliver per Llorenç Oliver di Maó, mercante e armatore di Minorca. Dopodiché si trasferì per qualche tempo a Napoli (1805), dove ritrasse il principe di Sant'Antimo da adolescente che interpreta il dio Apollo, soggetto evocativo, appartenente dapprima alla collezione dei Ruffo, oggi presente al Museo nazionale di San Martino. Tornato in patria non poté più viaggiare a causa di un problema di salute non specificato, ma avviò una breve collaborazione con l'architetto Giuseppe Venanzio Marvuglia (per un dipinto di San Calogero nella cappella della Real Casina di Caccia a Ficuzza e la decorazione di alcuni saloni di Palazzo Belmonte-Riso, quest'ultimi andati distrutti durante i bombardamenti del 1943).

Ad Alcamo (Trapani) dipinse pure cinque pregevoli tele per il Santuario di Maria Santissima dei Miracoli.
Tra il 1807 e il 1815 risalgono degli affreschi attribuiti del tutto o in parte al Patania realizzati alla Palazzina Cinese e al Palazzo dei Normanni.
Nel 1833 ha ritratto Maria Cristina di Savoia, detta la "reginella santa", andata in sposa a Ferdinando II di Borbone. 
Dal 1821 al 1844 dipinse una serie di ritratti di personaggi siciliani illustri, attualmente custoditi nella biblioteca comunale di Palermo. 
All'ultimo periodo professionale di Patania è legato al riconoscimento come membro della National Academy of Design di New York (1841).
È sepolto nella chiesa di San Domenico, luogo di tumulazione dei siciliani illustri. 

## Opere

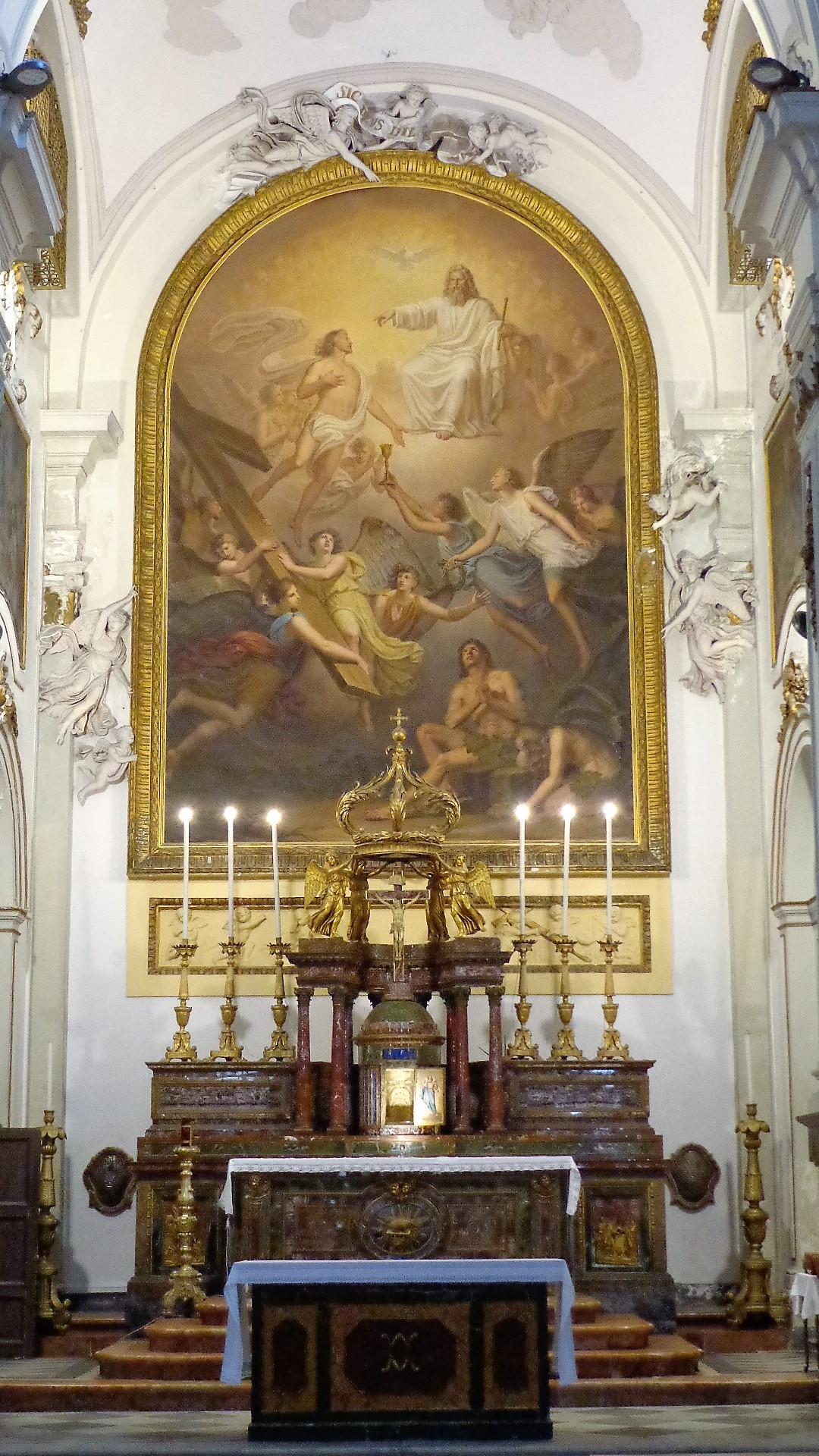
Santissima Trinità, chiesa della Madonna di Monte Oliveto.

### Agrigento e provincia
Favara
- XIX secolo, Francesco Saverio Cafisi con la moglie Maria Stella Giudice, la figlia Giuseppa col genero barone Giuseppe Morreale di Aragona, altre due figlie e la nipotina in corrozzina, dipinto su tela, collezione privata
- 1840, Ritratto di Giuseppe Cafisi, dipinto su tela, collezione privata
- 1840, Ritratto di Stefano Cafisi, dipinto su tela, collezione privata

Racalmuto
- 1848, Ritratto di Giuseppe Saverio Tulumello, olio su tela, collezione privata

### Enna e provincia
Nicosia
- XIX secolo, Martirio di San Placido, dipinto su tela, opera custodita nella cattedrale di San Nicolò.

Regalbuto
- 1817c., Presentazione di Maria Vergine al tempio, dipinto custodito nella chiesa di Santa Maria della Croce.

### Catania e provincia
Acireale
- 1840, Epifania, olio su tela, opera custodita nella chiesa di Santa Maria Odigitria.
- XIX secolo, Ritratti (?), opere documentate nella Pinacoteca Zelantea.

Catania
- 1848, Ritratto di uomo, pastello su carta, Museo Fortunato Calleri.
- XIX secolo, San Leone fa ardere il mago Eliodoro, olio su tela, bozzetto custodito nel Museo Civico di Castello Ursino.

Randazzo
- XIX secolo, Trasfigurazione e San Basilio, dipinti custoditi nella chiesa del collegio di San Basilio.

### Messina e provincia
Santo Stefano di Camastra
- XIX secolo, San Nicola libera i prigionieri, olio su tela, opera custodita nel duomo di San Nicola di Bari.
- XIX secolo, Immacolata Concezione ritratta tra Santo Stefano Diacono, Santa Rosalia e San Michele Arcangelo, olio su tela, opera custodita nel duomo di San Nicola di Bari.

### Palermo e provincia
Monreale
- 1843, Cena in Emmaus, dipinto commissionato per il refettorio del monastero dell'Ordine benedettino oggi custodito nella Cappella Neoclassica del Museo diocesano.

Palermo
Palazzo dei Normanni
- 1807 - 1815, La consegna della Città da parte dei Musulmani, affresco, opera realizzata nella Sala Gialla.
- 1807 - 1815, Ciclo, affreschi, opere realizzate nella Sala Pompeiana.
- 1824, Ritratto del marchese Pietro Ugo delle Favare per la Sala dei Viceré.

Galleria d'arte moderna Sant'Anna (GAM)
- 1807, Autoritratto giovanile, olio su tela, cm 82,5 × 63[3].
- 1820c., Autoritratto, olio su tela, cm 56 × 43,5.
- 1828 - 1829, Ratto d'Europa, olio su tela, cm 75 × 100.
- 1828, Io baciata da Giove, olio su tela, cm 75 × 100.
- 1828, Venere e Adone, olio su tela, cm 75 × 100.
- 1829, Bacco infante trasportato in cielo da Mercurio, 1829, olio su tela, cm 75 × 100,5.
- 1829, Danae e la pioggia d'oro, olio su tela, cm 75,5 × 101.
- 1830, Ritratto di fanciullo con cane, olio su tela, cm 51 × 42,7.
- 1830, Ritratto di fanciulla con colomba, olio su tela, cm 51 × 41,5.
- 1838, Ritratto di sacerdote infermo, olio su tela, cm 63,5 × 52.
- 1839, Danae e la pioggia d'oro, olio su tela, cm 75,5 × 101.
- 1850, Fuga della Regina Bianca, olio su tela, cm 30,5 × 37.
- XIX secolo, Santissima Trinità, pala d'altare, opera custodita nella chiesa della Madonna di Monte Oliveto[4][5].

Galleria Regionale della Sicilia «Palazzo Abatellis»
- 1814, Fanciullo con coniglio, dipinto su tela.
- XIX secolo, Venere che bacia Amore, dipinto su tela.
- XIX secolo, Autoritratto, dipinto su tela.

### Siracusa e provincia
Noto
- 1827, Consegna delle chiavi a San Pietro, olio su tela, opera custodita nella cattedrale di San Nicolò.
- XIX secolo, Adorazione dei Magi, olio su tela, opera custodita nella chiesa del Santissimo Salvatore.

Siracusa
- 1812, Ritratto di Tommaso Gargallo, dipinto conservato nella Biblioteca arcivescovile alagoniana.

### Trapani e provincia
Trapani
- 1833, Ritratto della Regina Maria Cristina delle Due Sicilie, ritratto, dipinto, opera custodita nel Museo regionale Agostino Pepoli

Alcamo
- 1840, Barone Felice Pastore, ritratto, dipinto, opera custodita nel Museo d'arte sacra della basilica di Santa Maria Assunta.

Santuario di Maria Santissima dei Miracoli:
- 1828, Madonna con Gesù Bambino in gloria ritratta fra san Sebastiano, santa Rosalia e san Rocco, olio su tela.
- 1847, Gesù Cristo crocifisso tra la Madonna, santa Maria Maddalena e san Giovanni apostolo (1847), olio su tela.
- 1847, Sacra Famiglia, olio su tela.
- 1851, Annunciazione olio su tela.
- 1851, Nascita di Maria Vergine, olio su tela.

Calatafimi Segesta
- 1843, Santo Stefano, olio su tela, Chiesa SS. Trinità.
- 1843, San Pietro, olio su tela, Chiesa SS. Trinità.
- 1847, SS. Trinità, olio su tela, Chiesa SS. Trinità.

Erice
- XIX secolo, Sacro Cuore di Gesù, olio su tela, opera documentata nella Real Chiesa Madrice Insigne Collegiata[6]